# Chrysamma
Chrysamma är ett släkte av fjärilar. Chrysamma ingår i familjen snigelspinnare.
Kladogram enligt Catalogue of Life:
| Chrysamma | \| \| Chrysamma erythrochrysa \| \| \| \| \| \| Chrysamma purpuripulcra \| \| \| \| \| \| Chrysamma syntomoctena \| \| \| \| |
|           | \| \| Chrysamma erythrochrysa \| \| \| \| \| \| Chrysamma purpuripulcra \| \| \| \| \| \| Chrysamma syntomoctena \| \| \| \| |
|           | Chrysamma erythrochrysa |
|           | |
|           | Chrysamma purpuripulcra |
|           | |
|           | Chrysamma syntomoctena |
|           | |